# Ciclotiazida
Ciclotiazida es el nombre del principio activo de un diurético antihipertensivo del grupo de las tiazidas, análogo de la hidroclorotiazida. 

## Mecanismo de acción
La ciclotiazida inhibe la reabsorción activa de cloro a principios del túbulo distal del riñón a través del cotransportador Na+-Cl-, resultando en un aumento de la excreción de sodio y agua. Las tiazidas incluyendo la ciclotiazida también inhiben el transporte de iones de sodio a través del epitelio tubular renal mediante su unión al transportador de cloruro de sodio sensibles a tiazidas. Esto se traduce en un incremento en la excreción de potasio a través del mecanismo de intercambio sodio-potasio. El mecanismo antihipertensivo de la ciclotiazida no se ha dilucidado aún, aunque puede estar relacionado con su acción sobre anhidrasas de carbono en el músculo liso o por su acción sobre los canales de potasio de gran conductancia activados por calcio, que también se encuentran en el músculo liso. La ciclotiazida se indica como terapia adyuvante en el edema asociado con insuficiencia cardíaca congestiva, cirrosis hepática y por administración de corticosteroides y estrógeno-terapia. También está indicado en el tratamiento de la hipertensión, ya sea como agente terapéutico único o para aumentar la eficacia de otros fármacos antihipertensivos en las formas más graves de la hipertensión.